# Pterolophia arrowi
Pterolophia arrowi là một loài bọ cánh cứng trong họ Cerambycidae.